# 손해 (동오)
손해(孫楷, ? ~ 304년)는 중국 삼국 시대 오나라의 장군으로 손소의 아들이다. 손호의 폭정으로 인해 동오 멸망 전에 서진으로 귀순하였다.

## 생애
태평 3년(258년), 손량을 폐위한 손침은 종정 손해와 중서랑(中書郞) 동조를 손휴에게 보내 제위에 오를 것을 종용하였다.
손해는 아버지·아우와 함께 삼대에 걸쳐 경구(京口)에 주둔하였고, 손호 때에는 무위대장군(武衛大將軍)이 되고 아우를 대신하여 경하독(京下督)이 되었다.
보정 원년(266년), 영안(永安: 절강성 지역)의 도적 시단(施但)이 손호의 폭정에 괴로워하던 백성들을 선동하여 손호의 동생인 손겸(孫謙)을 받들고 건업까지 공격하려 했다가 제갈정에게 진압당하는 일이 벌어졌다. 당시 경하독 손해는 누군가에게 다른 뜻을 품었기 때문에 반란군을 진압하지 않았다는 모함을 받았다. 이 때문에 언제 해를 입을지 몰라 불안해했는데, 천새 원년(276년) 표기장군(驃騎將軍)으로 임명되고 건업 근교의 궁하진(宮下鎭)을 지키라는 명을 받자, 자신을 해치기 위해 불러들이는 것으로 의심하고 그 해 6월에 진나라로 달아났다. 무제는 손해를 거기장군으로 삼고 단양후(丹楊侯)로 봉했다.
천기 4년(280), 동오가 멸망하였다. 손해는 도료장군(度遼將軍)으로 강등되었고, 영안 원년(304년)에 죽었다.